# UFC 256
UFC 256: Figueiredo vs. Moreno è stato un evento di arti marziali miste tenuto dalla Ultimate Fighting Championship il 12 dicembre 2020 all'UFC APEX di Las Vegas, negli Stati Uniti.

## Risultati
|                                        | Divisione             |                         |                 |                   | Metodo                                       | Round           | Tempo           | Premio          |
| Card Principale                        | Card Principale       | Card Principale         | Card Principale | Card Principale   | Card Principale                              | Card Principale | Card Principale | Card Principale |
| -------------------------------------- | --------------------- | ----------------------- | --------------- | ----------------- | -------------------------------------------- | --------------- | --------------- | --------------- |
| Sfida valida per il titolo di campione | Pesi mosca            | Deiveson Figueiredo (c) | vs              | Brandon Moreno    | Pareggio maggioritario (48–46, 47–47, 47–47) | 5               | 5:00            | FOTN            |
|                                        | Pesi leggeri          | Charles Oliveira        | batte           | Tony Ferguson     | Decisione unanime (30–26, 30–26, 30–26)      | 3               | 5:00            |                 |
|                                        | Pesi paglia femminili | Mackenzie Dern          | batte           | Virna Jandiroba   | Decisione unanime (29–28, 29–28, 29–28)      | 3               | 5:00            |                 |
|                                        | Pesi medi             | Kevin Holland           | batte           | Ronaldo Souza     | KO (pugni)                                   | 1               | 1:45            | POTN            |
|                                        | Pesi massimi          | Ciryl Gane              | batte           | Junior dos Santos | KO tecnico (gomitata)                        | 2               | 2:34            |                 |
| Card Preliminare                       |                       |                         |                 |                   |                                              |                 |                 |                 |
|                                        | Pesi piuma            | Cub Swanson             | batte           | Daniel Pineda     | KO (pugni)                                   | 2               | 1:52            |                 |
|                                        | Pesi leggeri          | Rafael Fiziev           | batte           | Renato Moicano    | KO (pugni)                                   | 1               | 4:05            | POTN            |
|                                        | Pesi piuma            | Gavin Tucker            | batte           | Billy Quarantillo | Decisione unanime (30–27, 30–27, 30–27)      | 3               | 5:00            |                 |
|                                        | Pesi paglia femminili | Tecia Torres            | batte           | Sam Hughes        | KO tecnico (stop medico)                     | 1               | 5:00            |                 |
|                                        | Pesi piuma            | Chase Hooper            | batte           | Peter Barrett     | Sottomissione (heel hook)                    | 3               | 3:02            |                 |

## Premi
I lottatori premiati ricevettero un bonus di 50.000 dollari.
Legenda:
- FOTN: Fight of the Night (vengono premiati entrambi gli atleti per il miglior incontro dell'evento)
- POTN: Performance of the Night (viene premiato il vincitore per la migliore performance dell'evento)